# Enrique Barón Crespo
Enrique Barón Crespo (Madrid, 27. ožujka 1944.), španjolski političar i odvjetnik. Članom Europskog parlamenta postaje 1986. a u razdoblju od 1989. do 1992. obnaša funkciju njegovog predsjednika. Član je Španjolske socijalističke radničke stranke, odnosno Europskih socijalista unutar Parlamenta.